# Andorra, Teruel
Andorra là một đô thị trong tỉnh Teruel, Aragon, Tây Ban Nha. Dân số 7.816, diện tích 141 km² và mật độ 55,43/km².